# Universal Air
Universal Air ist eine maltesische Fluggesellschaft mit Sitz in Luqa und Basis auf dem Flughafen Malta.

## Geschichte
Das Unternehmen wurde am 15. April 2015 als Air CM Global Limited (ICAO-Code: RJR; Rufzeichen: MELITA) gegründet und im September 2022 in Universal Air Charter and Management Limited umbenannt. Damals wurde die Einführung von Linienflügen angekündigt. Der erste Flug dieser Art startete am 26. März 2024 von Malta nach Pécs und von dort nach München. Seitdem erfolgten unter anderem Flüge nach Pécs, Ibiza, Korfu, Prag und Palermo.

## Flotte
Mit Stand April 2025 besteht die Flotte der Universal Air aus vier Flugzeugen mit einem Alter von 20,4 Jahren:
| Flugzeugtyp            | Anzahl | bestellt | Anmerkungen | Sitzplätze | Durchschnittsalter |
| ---------------------- | ------ | -------- | ----------- | ---------- | ------------------ |
| De Havilland DHC-8-100 | 1      |          | inaktiv     | 37         | 33,2 Jahre         |
| Bombardier DHC-8-400   | 3      |          |             | 82         | 16,1 Jahre         |
| Gesamt                 | 4      | -        |             |            | 20,4 Jahre         |